# 相對性理論
相對性理論（日语：相対性理論），是來自日本東京的樂團，成立於2006年九月。自稱「Youtube影像時代的流行藝術家」，積極進行LIVE活動與音樂合作。

## 簡介
早期專輯封面或宣傳影片，皆不直接拍攝樂團成員面貌，除LIVE表演以外幾乎不在公開媒體露面。直到2009年音樂雜誌「STUDIO VOICE」製作了『相對性理論』特集，書中刊載了主唱やくしまるえつこ的照片以及附錄やくしまるえつこ的朗讀CD。其後樂團成員才各自向外發展、開始接受普通媒體採訪。
早期製作以真部脩一為中心，專輯製作表多數標示真部脩一為作曲和作詞，實際上大部分歌曲為四位團員共作，純粹是當初登記錯誤。後期樂團成員們也漸漸發表各自作曲、作詞的作品。
樂團成員為流動制，比起一般樂團更強調企劃性質，不過樂團前期成員相當固定，直到2010年貝斯手真部脩一與鼓手西浦謙助不參加往後活動，參與者才有較大的變動。主唱やくしまるえつこ在訪談表示「相對性理論就像軟體（Software）」。

## 樂團成員

### 現行成員
- やくしまるえつこ

主唱。創作歌曲、歌詞會使用別名「ティカ・α」。樂團以外也進行個人活動包括唱片、繪畫、朗讀、廣告配樂等。
- 永井聖一

吉他手。樂團以外也擔任音樂製作人。
- 吉田匡

貝斯手。同時是樂團Open Reel Ensemble的成員。
- itoken

鼓手、打擊樂器擔綱。
- 山口元輝

鼓手、打擊樂器擔綱。
- ZAK

錄音製作人。

### 過去參與成員
- 真部脩一

創團成員，原貝斯手。
- 西浦謙助

創團成員，原鼓手。
- 大友良英
- 渋谷慶一郎
- 鈴木慶一
- 大谷能生
- 近藤研二
- 千住宗臣
- 江藤直子
- 勝井祐二
- 小山田圭吾

## 簡歷
- 2006年9月　やくしまるえつこ、永井聖一、真部脩一、西浦謙助，四位成員組成『相對性理論』。
- 2007年6月15日　發行獨立製作專輯『戚風主義（日语：シフォン主義）』。僅僅在LIVE活動和郵寄通路販售便賣出4000張專輯。[6]
- 2008年5月　MySpace×特別企劃「Myx」特集介紹。
- 2008年5月8日　首張專輯『戚風主義』重新整理母盤，再次發行流通日本全國。[7][8]
- 2008年5月11日　獲得TOWER RECORDS週間獨立音樂榜第一名。[9]
- 2009年1月7日　發行第二張專輯『Hi-Fi新書（日语：ハイファイ新書）』。獲得Oricon週間排行榜第七名。
- 2009年5月12日　『戚風主義』獲得日本唱片店員主辦的「第一回 CD Shop 大賞」。
- 2009年6月　音樂雜誌「STUDIO VOICE」七月號刊載相對性理論特集，隨誌附贈主唱やくしまるえつこ的「朗讀CD」。[10]
- 2010年1月6日　發行相對性理論＋涉谷慶一郎（日语：渋谷慶一郎）合作單曲『Notre Musique（日语：アワーミュージック (相対性理論の曲)）』。
- 2010年4月7日　發行第三張專輯『Syncronicity（日语：シンクロニシティーン）』，獲得Oricon週間排行榜第三名、當日排行第二名。
- 2010年4月　音樂雜誌「Sound&Recording Magazine」五月號刊載相對性理論特集，隨書附錄ＣＤ「シンクロニシティーン / リコンストラクチャーズ」（參與者包括鈴木慶一、渡邊琢磨、大谷能生、渋谷慶一郎）[11]
- 2010年9月29日　發行相對性理論與大谷能生（日语：大谷能生）合作單曲『暴亂與待機（日语：乱暴と待機 (曲)）』。
- 2011年4月27日　發行第四張專輯『正確的相對性理論（日语：正しい相対性理論）』，獲得Oricon週間排行榜第八名。
- 2012年6月9日　在官方網站未告知的情況下，貝斯手真部脩一與鼓手西浦謙助退出LIVE活動、而後也未參與樂團活動。僅西浦謙助在網誌表示「由於樂團成員是流動制的，因此不參與LIVE表演。」[4]
- 2013年7月10日　預計發行第五張專輯。

## 作品

### 專輯
- 戚風主義（日语：シフォン主義）（獨立製作：2007年6月15日，日本全國：2008年5月8日）

- Hi-Fi新書（日语：ハイファイ新書）（2009年1月7日）

- Syncronicity（日语：シンクロニシティーン）（2010年4月7日）

- 正確的相對性理論（日语：正しい相対性理論）（日本全國：2011年4月27日，黑膠唱片：2011年5月21日）

1. - STSR
2. - STSR / Matthew Herbert
3. - STSR / Otomo Yoshihide
4. - STSR / Fennesz
5. - STSR / SPANK HAPPY
6. - STSR / Ryuichi Sakamoto
7. - STSR
8. - STSR / Buffalo Daughter
9. - STSR / Arto Lindsay
10. - STSR / Keiichi Suzuki
11. - STSR / SCHADARAPARR
12. - STSR / Cornelius
13. - STSR

- TOWN AGE（日语：TOWN AGE）（2013年7月24日）

### 單曲
- 相對性理論＋涉谷慶一郎（日语：渋谷慶一郎）「Notre Musique（日语：アワーミュージック (相対性理論の曲)）」（2010年1月6日）

- 相對性理論與大谷能生（日语：大谷能生）「暴亂與待機（日语：乱暴と待機 (曲)）」（2010年9月29日）

DVD

## 外部連結
- 官方网站（日語）
- 相對性理論的Facebook專頁
- 相對性理論的Instagram帳戶
- 相對性理論的X（前Twitter）
- YouTube上的相對性理論頻道
- 相対性理論的MySpace主頁